# 孫梓評
孫梓評（1976年11月9日—）生於台灣高雄，東吳大學中文系、國立東華大學創作與英語文學研究所藝術碩士（MFA）。曾於東吳大學就學期間參與該校文藝研究社與白開水詩社。為近年同志文學書寫重要作家之一。現任職《自由時報》副刊。

## 創作風格
鯨向海讀《善遞饅頭》：「孫梓評努力把這些一向被視為油滑平庸的雕蟲小技提升到詩學的層次……身為副刊編輯守門人原本應像是「真正的警察」，明辨許多文學上的正義；但他寫起詩來卻如同「業餘的罪犯」，尺度很大，忍不住就會出手搞破壞。這種反差簡直就是白天當警察，黃昏之後即變身為夜賊。」
柯裕棻讀《知影》：「讀梓評文章如見其人，乾淨簡約恰似一方折妥的白襯衫，袖口內側隱蔽一線斑斕刺繡，細緻出奇，這安靜的美是只給知音的密語。梓評的散文如詩，他善能以沉靜悠緩寫騷動離合，寫日常事物詩意乍現像意外的虹彩，《知影》正是他水晶似的少年心照看人世萬頃琉璃的投影。」
紀大偉讀《男身》：「《男身》頗受同志讀者歡迎，它讀起來也跟其它男同志文本不大一樣：書中不乏男同志單戀、苦戀以及坦白不加遮掩的男同志性行為場面，但書中文字和小說角色都是自持的、沒有汗臭的、沒有任何熱情過火的體液或情緒。上床過的男人和男人們，都各自保持風度，能當朋友就當朋友，沒人鬧彆扭。沒有誰「吃相很難看」或「賴著不走」。小說中的一切人事物都好像在「無印良品」的店面中發生。」
韓麗珠讀《你不在那兒》：「所以我往往無法，把孫梓評的詩集，一口氣讀完，甚至也無法，一次讀太多，必須不斷暫停，累積足夠的勇氣，才再次開始，新的一句。或許是因為，他常常若無其事地寫出鏡子裡，難言而難堪的映像，像一位專業的牙醫，總是能準確無誤地清洗齒縫裡令人酸軟的隱蔽污垢。」

## 個人專著

### 詩集
- 《如果敵人來了》（台北：麥田，2001）
- 《法蘭克學派》（台北：麥田，2003）
- 《你不在那兒》（台北：麥田，2010；（顯靈版）台北：麥田，2017）
- 《善遞饅頭》（台北，木馬，2012；台北，木馬，2018）

### 散文
- 《甜鋼琴》（台北：麥田，2000）
- 《綠色遊牧民族》（台北，麥田，2001）
- 《飛翔之島》（台北，麥田，2002）
- 《除以一》（台北，麥田，2005）
- 《知影》（台北：九歌，2015）

### 小說
- 《傷心童話》（台北，皇冠，1997）
- 《男身》（台北，元尊，1998；再版，台北，麥田，2000；三版，台北，麥田，2002；四版，台北，麥田，2018）
- 《星星遊樂場》（台北，麥田，1999；二版，台北，麥田，2004）
- 《女館》（台北，麥田，2003）

### 童書、繪本、青少年文學
- 《花開了》（台北，天下雜誌，2006）
- 《爺爺泡的茶》（台北，天下雜誌，2008）
- 《我愛樹仔》（台北，時報，2008）
- 《星星壞掉了》（台北，天下雜誌，2009）
- 《邊邊》（台北，天下雜誌，2010）
- 《碳酸男孩》（台北，親子天下，2018）

### 傳記
- 《打開火盒子：血友病版畫家蔡宏達抵抗愛滋的故事》（台北，麥田，2004）

## 共同著作

### 小說
- 《百貨公司綁架愛情故事》（台北，2001）
- 《幸福餅乾》（台北，2001）
- 《咖啡館裡的交換故事》（台北，2010）

### 散文
- 《時光紀念冊：五六七年級的物件紀事》（台北，2003）
- 《我願意做你的天使》（台北，2003）

### 詩集
- 《雨日的航行》與川貝母、阿力金吉兒，以「寫信給奈良美智」為團體名稱獨立出版。（台北，2013）
- 《生活的證據》（與吳岱穎合編，台北，麥田，2014）

### 文學研究
- 《來自陽光，帶有鹹味的筆》（台北，2015）

### 影像詩
- 《購物車男孩》（與侯季然合作影像詩，台北，2007）
- 《使景遷》（與侯季然合作影像詩，台北，2008）